# NGC 7239
NGC 7239 (również PGC 68388) – galaktyka eliptyczna (E-S0), znajdująca się w gwiazdozbiorze Wodnika. Odkrył ją Albert Marth 1 października 1864 roku.